# 到院前心肺功能停止
到院前心肺功能停止（英語：Out-of-hospital cardiac arrest，縮寫：OHCA），原稱到院前死亡（英語：Dead on arrival），是一個醫學術語，泛指病患在送達醫院的急診室前已出現临床死亡的症狀，例如心肺功能停止。在某些司法管辖区，急救人员在正式宣布患者死亡之前必须与醫師进行口头协商，但一旦开始心肺复苏，就必须持续进行，直到复苏成功或醫師宣布死亡为止。

## 医学应用
当出现此类病人时，医疗专业人员必须进行心肺复苏（英語：Cardiopulmonary resuscitation），除非满足特定条件允许他们宣布病人死亡。对于全球大多数地区，以下是此类标准的示例：
- 無法存活的受傷，包括但不限于斩首、灾难性脑外伤、焚烧、身体切断或足以无法有效实施心肺复苏的任何伤害。如果患者遭受了此类伤害，则直观上应该可以明显看出该患者已无法生存。
- 屍體僵硬或出現屍斑，足已證明已經死亡好幾個小時以上。尸僵有时很难确定，因此经常与其他决定因素一起报告。
- 开始发生腐败。
- 流產或死產，如果可以毫无疑问地确定婴儿在出生前死亡，表现为皮肤水泡、头部异常柔软和极其难闻的气味，则不应尝试复苏。如果婴儿存活有哪怕一丝希望，就应该开始心肺复苏；一些司法地区认为，应尝试对所有婴儿进行挽救生命的努力，以向父母保证已采取一切可能的行动来挽救他们的孩子，尽管医疗专业人员可能知道这些行动是徒劳的。
- 患者存在明确的拒绝心肺复苏术文书协议。

## 外部連結
- "Dead on arrival" - 搜索 Google 圖書
- "到院前死亡" - 搜索 Google 圖書